# Herb gminy Skarżysko Kościelne
Herb gminy Skarżysko Kościelne – jeden z symboli gminy Skarżysko Kościelne, ustanowiony 26 sierpnia 1999.

## Wygląd i symbolika
Herb przedstawia na tarczy w polu czerwonym biały mur z trzema blankami i bramą, powyżej którego umieszczono złoty krzyż, a w którego bramie znajduje się białe godło z herbu Nałęcz.